# Diaspora serbe en Grèce
Les Serbes de Grèce sont au nombre environ 5 200 personnes. Ils sont nés en République fédérale de Yougoslavie avec la citoyenneté grecque d'après le recensement de 2001. Le nombre de Grecs d'origine serbe est inconnue. Beaucoup de Serbes en Grèce ont des noms grecs.

## Serbes de Grèce célébrés
- Predrag Đorđević
- Milan Gurović
- Marko Jarić
- Dusan Sakota
- Predrag Stojaković
- Dragan Tarlać